# Jessica Williams
Jessica Renee Williams (Los Angeles, 31 luglio 1989) è un'attrice e comica statunitense.

## Biografia
L'attrice statunitense è nota per essere la protagonista dei film Animali da ufficio e L'incredibile Jessica James e ospite fissa del programma televisivo The Daily Show.

## Filmografia

### Cinema
- L'incredibile Jessica James (The Incredible Jessica James), regia di James C. Strouse (2017)
- Animali fantastici - I crimini di Grindelwald (Fantastic Beasts: The Crimes of Grindelwald), regia di David Yates (2018)
- Animali da ufficio (Corporate Animals), regia di Patrick Brice (2019)
- La rivincita delle sfigate (Booksmart), regia di Olivia Wilde (2019)
- Animali fantastici - I segreti di Silente, regia di David Yates (2022)
- Road House, regia di Doug Liman (2024)

### Televisione
- Just for Kicks - Pazze per il calcio  (Just for Kicks) – serie TV, 13 episodi (2006)
- The Twilight Zone – serie TV, episodio 1x06 (2019)
- Love Life – serie TV, 10 episodi (2021)
- Shrinking – serie TV (2023-in corso)

### Cortometraggi
- This Show Will Get You High, regia di Stoney Sharp, Eric Appel e Noam Bleiweiss (2010)
- Bath Boys Comedy, regia di Peter Gilroy (2011)
- Crying in Public, regia di Ryan Perez (2011)
- Tap Shoes & Violins, regia di Dax Brooks (2015)

## Doppiatrici italiane
Nelle versioni in italiano delle opere in cui ha recitato, Jessica Williams è stata doppiata da:
- Antilena Nicolizas in Animali fantastici - I crimini di Grindelwald, Animali fantastici - I segreti di Silente, Shrinking
- Giulia Franzoso in Just for Kicks - Pazze per il calcio
- Rossa Caputo in Road House